# Baby I Love You, OK!
«Baby I Love You, OK!» es una canción interpretada por la banda británica de glam rock Kenny. Fue publicada el 30 de mayo de 1975 a través de Rak Records.

## Rendimiento comercial
«Baby I Love You, OK!» se convirtió en el tercer éxito comercial de la banda, alcanzando el puesto #12 en la lista de sencillos del Reino Unido durante la semana del 28 de junio de 1975. También alcanzó la posición #9 en Irlanda y #21 en Alemania.

## Posicionamiento
| Gráfica (1975)                    | Pico de posición |
| --------------------------------- | ---------------- |
| Alemania (Official German Charts) | 21               |
| Irlanda (Irish Singles Chart)     | 9                |
| Reino Unido (UK Singles Chart)    | 12               |